# 特魯特諾夫縣

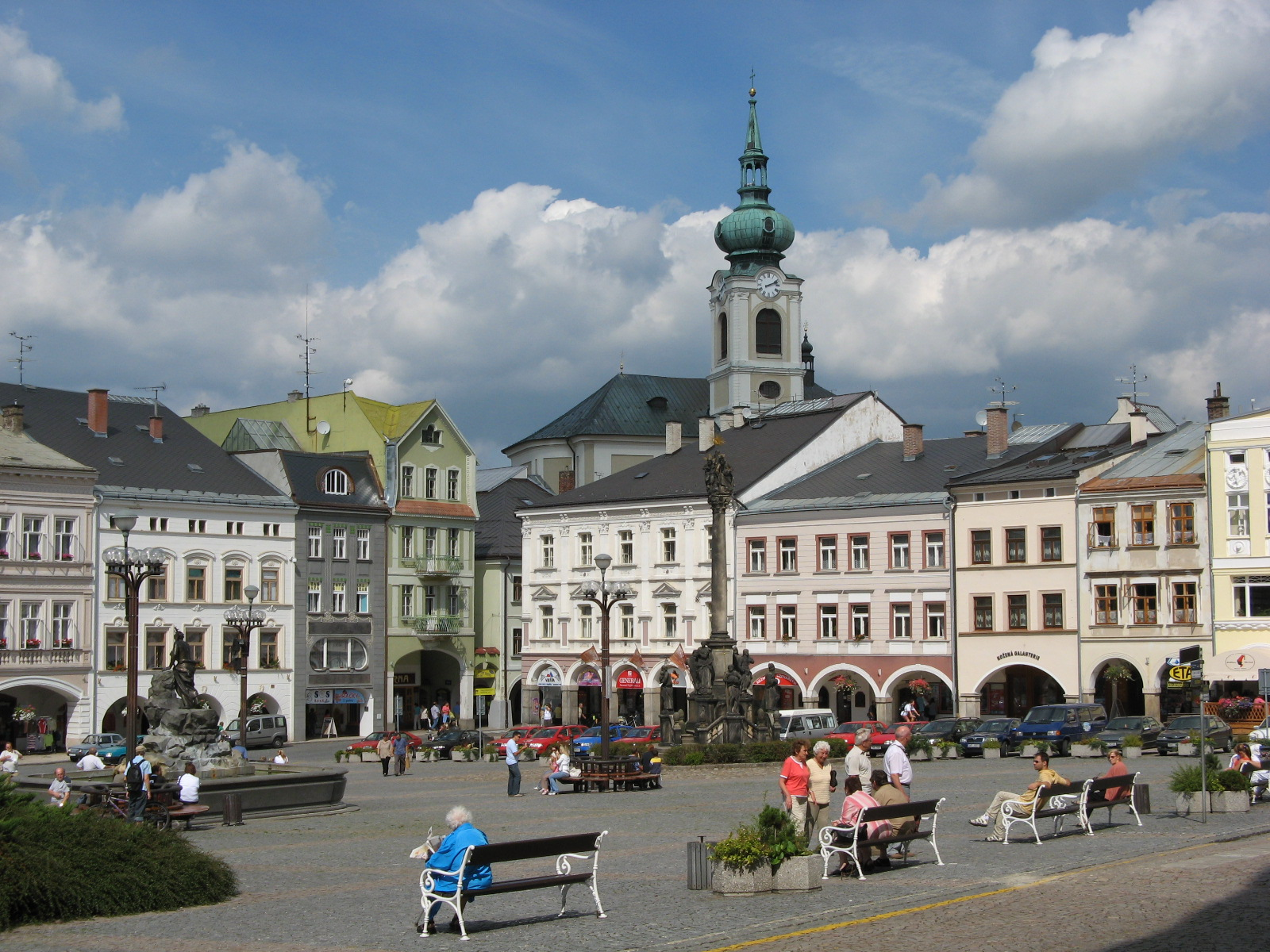

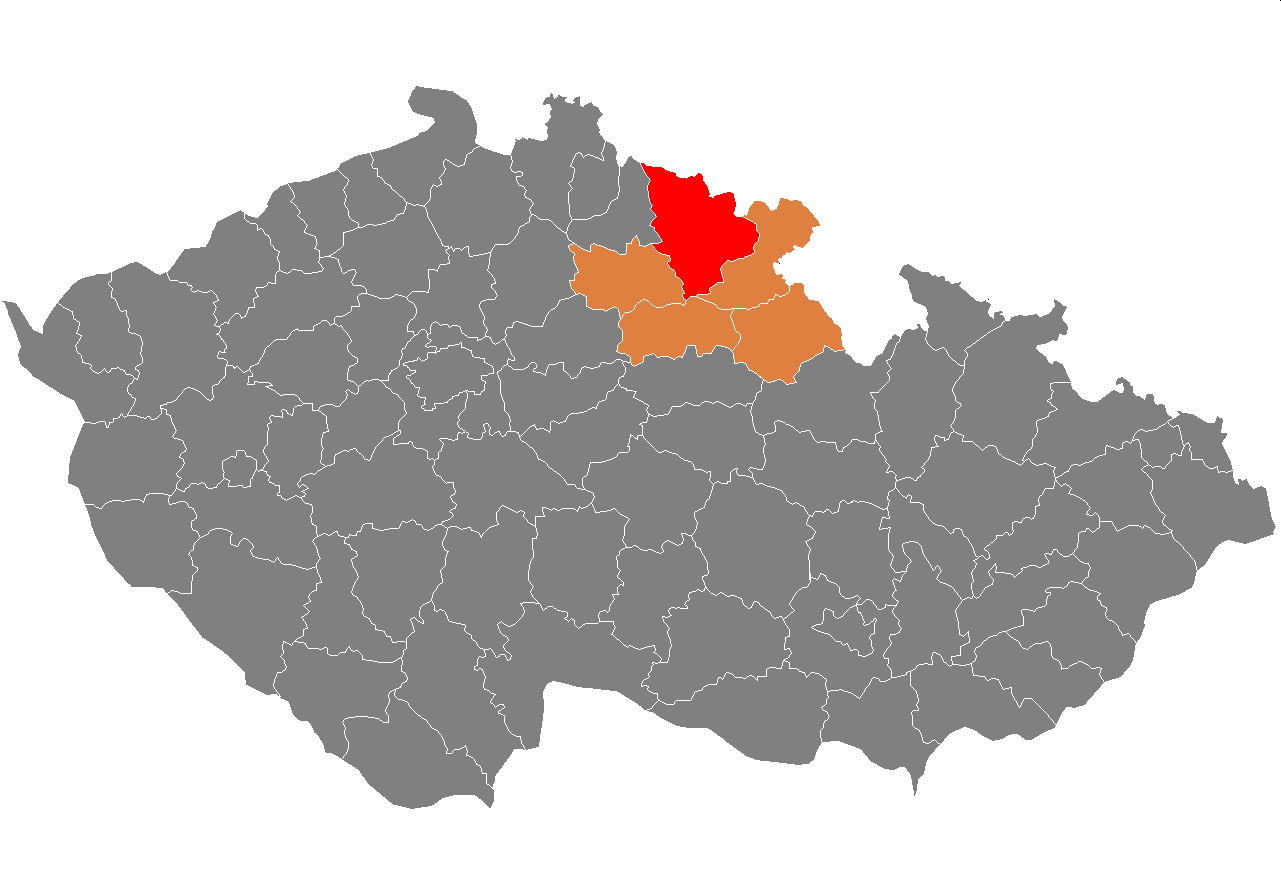

50°33′39″N 15°54′46″E / 50.56083°N 15.91278°E
特魯特諾夫縣（捷克語：Okres Trutnov），是捷克的縣份，位於該國北部，由赫拉德茨-克拉洛韋州負責管轄，首府設於特魯特諾夫，面積1,147平方公里，2007年人口120,022，人口密度每平方公里105人。